# Grb Občine Dobrna
Grb Občine Dobrna je upodobljen na ščitu poznogotskega stila, sanitske oblike. 
V spodnjem delu grba se nahaja s srebrnim trakom pokriti zeleni dvohrib, ki ima v prevalu zlato skodelo iz katere vre šesterni srebrni vrelec, sestavljen iz šestih curkov vode v glavo ščita. Tam se vrelec razdeli v po tri v desno in levo obrnjene loke, ki potem kot trojni desni oziroma levi slap padata nad obe temeni dvohriba. V vznožju obeh hribov tvorita dva zlata hrastova (Quercus robur) lista heraldično palmeto. 
Zlati trak, s katerim je obrobljen grb, lahko služi le kot grbovni okras.